# Shapraraju

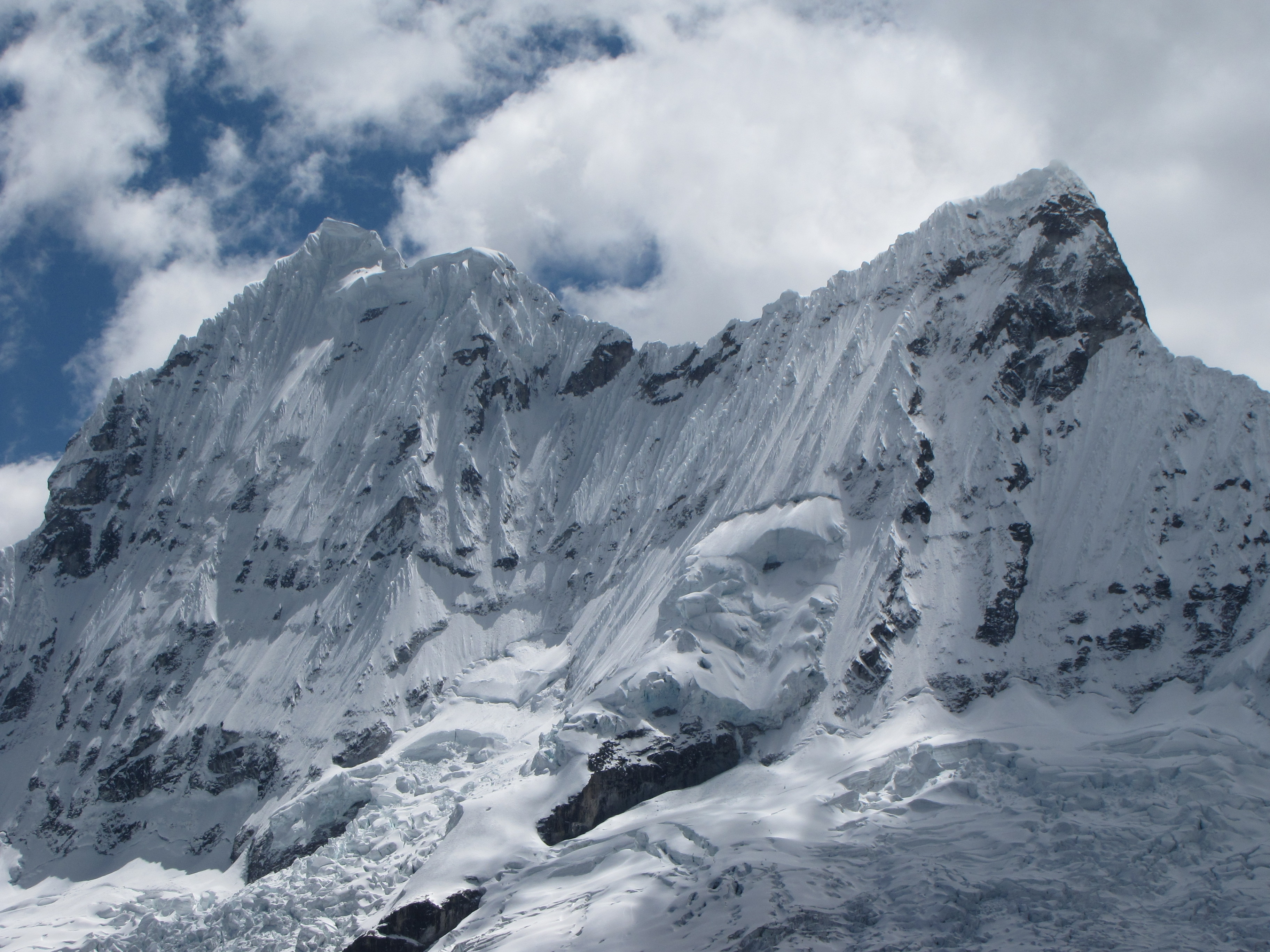

O Shapraraju é uma montanha de 6112 metros de altitude localizada na quebrada de Llanganuco, província de Yungay, no Peru. Seu nome provém do quechua e significa "monte nevado com barbas". Por erro de pronunciação é conhecido por alguns alpinistas como "Chacraraju".